# Giải bóng đá hạng tư quốc gia Slovakia
Giải bóng đá hạng tư quốc gia Slovakia (tiếng Slovak: 4. Liga) là giải đấu cấp thứ tư của hệ thống giải bóng đá ở Slovakia, bao gồm 8 bảng.

## Tên gọi
| Thời kì   | Tên gọi              |
| --------- | -------------------- |
| 1993–2006 | 4. liga              |
| 2006–2011 | 3. liga              |
| 2011–2014 | Majstrovstvá regiónu |
| 2014–nay  | 4. liga              |